# Myzobdella patzcuarensis
Myzobdella patzcuarensis är en ringmaskart som först beskrevs av Arturo Caballero 1949.  Myzobdella patzcuarensis ingår i släktet Myzobdella och familjen fiskiglar. Inga underarter finns listade i Catalogue of Life.